# Graechnitsa
Graechnitsa (en macédonien Граешница) est un village du sud-est de la Macédoine du Nord, situé dans la municipalité de Bitola. Le village comptait 190 habitants en 2002.

## Démographie
Lors du recensement de 2002, le village comptait :
- Albanais : 172
- Macédoniens : 17
- Autres : 1